# Procediment administratiu
El procediment administratiu és el camí formal que l'Administració pública ha de seguir, per imperatiu legal per produir actes administratius. A l'Estat espanyol, el seu marc legal deriva de l'article 105 de la Constitució espanyola i del títol IV de l'actual Llei 39/2015, d'1 d'octubre, del procediment administratiu comú de les administracions públiques. A Catalunya, també resulta d'aplicació la Llei 26/2010, del 3 d'agost, de règim jurídic i de procediment de les administracions públiques de Catalunya, que desenvolupa la normativa bàsica estatal en aquesta matèria. La Llei catalana 13/1989, de 14 de desembre, d'organització, procediment i règim jurídic de l'Administració de la Generalitat de Catalunya, segueix vigent en relació amb alguns aspectes de caràcter organitzatiu i de planificació de l'actuació administrativa a Catalunya.

## Concepte i principis generals
El procediment administratiu és una cadena de tràmits o d'actuacions que tenen per objectiu la formació de la voluntat, per part d'un òrgan o organisme públic, sobre una determinada sol·licitud o constatació. En paraules del professor Agustín Gordillo, es pot definir el procediment administratiu com "la part del dret administratiu que estudia les regles i principis que regeixen la intervenció de les persones interessades en la preparació i la impugnació de la voluntat administrativa. Estudia, per tant, la participació i defensa de l'interessat (que pot ser un particular, un funcionari o una autoritat pública) en totes les etapes de la preparació de la voluntat administrativa, i, per descomptat, com ha de ser la tramitació administrativa en tot allò que es refereix a la participació i intervenció d'aquestes persones interessades."

### Classes
- En funció de la pluralitat d'activitats que pot desenvolupar una administració pública:
  - Procediment general (tots es regulen per la Llei 39/2015, d'1 d'octubre).[6]
  - Procediment especial (els previstos en regulacions de matèries enumerades a la disposició addicional primera de la Llei 39/2015, d'1 d'octubre;[7] essencialment, normatives concernents a l'àmbit tributari, de Seguretat Social, d'atur, de trànsit, de seguretat viària, d'estrangeria i d'asil).

- En funció de qui l'iniciï:
  - A instància d'una part interessada (per exemple, una sol·licitud d'autorització per a exercir una determinada activitat).
  - D'ofici, és a dir, iniciat per la mateixa administració (per exemple, un procediment d'inspecció, sancionador o d'extinció d'una autorització).
- En funció de la finalitat:
  - Declaratius: la finalitat és elaborar una decisió.
  - Executius: la finalitat és realitzar de forma material una decisió ja presa.
  - Gestió: són de tipus tècnic i de caràcter essencialment intern, preparatori d'una posterior decisió.

- Per la forma i el temps:
  - Ordinaris.
  - Simplificats (previstos a l'article 96 de la Llei 39/2015, d'1 d'octubre).
  - D'urgència (d'acord amb l'article 33 de la Llei 39/2015, d'1 d'octubre, la tramitació d'urgència en un determinat procediment es pot acordar d'ofici o a petició de l'interessat quan ho aconsellin raons d'interès públic. La tramitació d'urgència implica que els tràmits es redueixen a la meitat, llevat dels relatius a la presentació de sol·licituds o a la interposició de recursos).

## Regulació, contingut i àmbit d'aplicació

### Títols competencials
Cal especificar que la Constitució Espanyola preveu en el seu article 149.1.18 que l'estat es reserva la competència exclusiva en matèria de:
- Bases del règim jurídic de les administracions públiques i del seu funcionariat
- El procediment administratiu comú
- La legislació sobre l'expropiació forçosa
- La legislació bàsica sobre contractes i concessions administratives
- El sistema de responsabilitats de totes les administracions

Aquesta reserva competencial a favor de l'Estat es el fonament de les diverses Lleis que l'Estat ha aprovat sobre aquesta matèria. Entre el 1992 i el 2015 va estar en vigor la Llei de règim jurídic de les administracions públiques i del procediment administratiu comú, que va ser derogada i substituïda el 2015 per les actuals Llei 39/2015, d'1 d'octubre, del procediment administratiu comú de les administracions públiques i Llei 40/2015, d'1 d'octubre, de règim jurídic del sector públic.

## Procediment administratiu a l'administració pública catalana
Com s'ha vist anteriorment, és possible per part de l'administració de la Generalitat de Catalunya de regular el procediment administratiu que es derivin de la seva pròpia estructura. A Catalunya, la normativa sobre el procediment administratiu comú vertebra sobre la Llei 39/2015, d'1 d'octubre (atès que l'Estat té competència exclusiva per dictar les bases del règim jurídic de les administracions públiques i del procediment administratiu comú) i la Llei catalana 26/2010, del 3 d'agost. Com s'ha dit, la Llei 13/1989, de 14 de desembre, segueix vigent en relació amb alguns aspectes de caràcter organitzatiu i de planificació de l'actuació administrativa a Catalunya.

## Estructura del procediment administratiu

### Inici
D'acord amb l'article 54 de la Llei 39/2015, d'1 d'octubre, l'inici d'un procediment administratiu pot ser:
- Iniciació d'ofici, tal com desenvolupa l'article 58 de la mateixa Llei 39/2015, d'1 d'octubre. En aquest cas, l'Administració inicia el procediment per pròpia voluntat. Algunes modalitats específiques d'iniciació d'ofici estan previstes en articles subsegüents, i són a per ordre d'un superior (article 60), a petició raonada d'altres òrgans (article 61) o per denúncia (article 62). El procediment sancionador (articles 63 i 64) i el de responsabilitat patrimonial de les administracions públiques (article 65) tenen algunes especialitats.
- Iniciació a sol·licitud de la persona interessada. L'article 59 de l'esmentada Llei 39/2015, d'1 d'octubre, explicita aquesta possibilitat, i l'article 66 de la mateixa Llei enumera els requisits que ha de contenir una sol·licitud o instància administrativa: 
  - Nom i cognoms de la persona interessada i, si s'escau, de la persona que el representi.
  - Identificació del mitjà electrònic o, si no n'hi ha, lloc físic en què vol que es practiqui la notificació. Addicionalment, les persones interessades poden aportar la seva adreça de correu electrònic i/o dispositiu electrònic per tal que les administracions públiques els avisin de l'enviament o posada a disposició de la notificació.
  - Fets, raons i petició en què es concreti, amb tota claredat, la sol·licitud.
  - Lloc i data.
  - Signatura del sol·licitant o acreditació de l'autenticitat de la seva voluntat expressada per qualsevol mitjà.

Com especifica l'article 66.2 de la mateixa Llei, quan les pretensions corresponents a una pluralitat de persones tinguin un contingut i fonament idèntic o substancialment similar, es poden formular en una única sol·licitud, llevat que les normes reguladores dels procediments específics disposin una altra cosa. L'article 7 de la Llei puntualitza que, quan en una sol·licitud, escrit o comunicació hi figurin diversos interessats, les actuacions a què donin lloc s'han d'efectuar amb el representant o l'interessat que hagin assenyalat expressament i, si no n'hi ha, amb el que figuri en primer terme.
Les sol·licituds, les comunicacions i els escrits que es presentin a les oficines de l'Administració, per part de les persones interessades, són exigibles del rebut corresponent que n'acrediti la data de presentació. S'ha d'admetre com a rebut una còpia on figuri la data de presentació anotada per l'oficina. Les administracions públiques han d'establir models i sistemes normalitzats de sol·licituds quan es tracti de procediments que impliquin la resolució nombrosa d'una sèrie de procediments. Els esmentats models han d'estar a la disposició dels ciutadans en les dependències administratives. Les persones sol·licitants hi poden adjuntar els elements que estimin convenients per a precisar o completar les dades del model, els quals han de ser admesos i tinguts en compte per l'òrgan a què s'adrecin.

### Lloc de presentació
D'acord amb l'article 16.4 de la Llei 39/2015, d'1 d'octubre, els documents que les persones interessades adrecin als òrgans de les administracions públiques es poden presentar:
- Al registre electrònic de l'Administració o organisme a què es dirigeixin, així com a la resta de registres electrònics de qualsevol dels subjectes a què es refereix l'article 2.1 de la mateixa Llei.
- A les oficines de correus, tal com s'estableixi reglamentàriament.
- A les representacions diplomàtiques o oficines consulars d'Espanya a l'estranger.
- A les oficines d'assistència en matèria de registres.
- En qualsevol altre que estableixin les disposicions vigents.

Els registres electrònics de totes i cadascuna de les administracions han de ser plenament interoperables, de manera que se’n garanteixi la compatibilitat informàtica i interconnexió, així com la transmissió telemàtica dels assentaments registrals i dels documents que es presentin en qualsevol dels registres.
Les administracions tenen l'obligació de registrar sol·licituds. S'ha de tenir en compte que el dia pel qual comença a comptar el temps per a resoldre un acte, amb relació a un possible recurs administratiu o un silenci administratiu és el que marca el registre de l'òrgan competent a resoldre.

### Esmena i millora
D'acord amb l'article 68 de la Llei 39/2015, si la sol·licitud no compleix els requisits indicats en els dos articles precedents o els que vinguin especificats per la legislació que regula el procediment, s'ha de requerir a la persona perquè esmeni les mancances o aporti els documents preceptius, en un termini de 10 dies. Igualment aquest procediment es pot allargar a petició de l'interessat o de l'administració, sempre que la documentació a presentar sigui de dificultat especial i el procediment no es tracti d'un procediment selectiu o de concurrència competitiva. Finalment, cal remarcar que l'article 68.3, especifica que en casos de procediments iniciats a instància de la persona interessada, l'òrgan competent pot aconseguir la modificació o millora voluntària dels termes de la sol·licitud, però aixecant una acta que s'ha d'incorporar a l'expedient.

### Mesures provisionals
L'article 56 de la Llei 39/2015, d'1 d'octubre, determina la possibilitat que l'òrgan competent, en defensa dels interessos implicats, adopti d'ofici o d'instància les mesures provisionals que consideri oportúnes, i entreveu la possibilitat que aquestes es puguin realitzar fins i tot abans del procediment administratiu, sempre que ho provegui un norma amb rang de llei i sigui un cas d'urgència i per protegir provisionalment els interessos implicats. Aquestes mesures han de ser confirmades, aixecades o modificades en el període 15 dies següents a la seva adopció, restant sense efecte si en aquest termini no s'inicia el procediment o l'acord d'iniciació no conté un pronunciament exprés sobre aquestes mesures.
Aquestes poden ser alçades o modificades en funció de les circumstàncies sobrevingudes i resten sense efecte amb l'eficàcia de la resolució administrativa que posi fi al procediment. No es poden dictar, si suposen perjudicis de difícil reparació i/o impossible o violin drets emparats per la llei.

### Acumulació
En funció de l'article 57 de la Llei 39/2015, d'1 d'octubre, l'òrgan administratiu que inciï o tramiti un procediment en pot disposar l'acumulació, sense la possibilitat de recurs, amb d'altres els quals tingui:
- Una identitat substancial
- Intima connexió.

## Ordenació: principis d'aplicació
- Oficialitat: El procediment s'ha d'impulsar d'ofici en tots els tràmits. Quan es compleixin els terminis o requisits legals per fer actuacions, l'administració no ha d'esperar els interessats.
- Igualtat en la tramitació: S'ha de seguir l'ordre d'incoació en assumptes de naturalesa homogènia, tret que el titular n'ordeni motivadament el contrari, ordre de la qual n'ha de quedar constància.
- Celeritat: S'han d'acordar en un sol acte tots els tràmits que, per la seva naturalesa, admetin una impulsió simultània i no en sigui obligatori el compliment successiu. En sol·licitar els tràmits que hagin de complir altres òrgans, cal consignar en la comunicació cursada el termini legal establert.
- Compliment de tràmits: El termini general perquè l'interessat faci actuacions és de 10 dies des de la notificació de l'acte, tret que en la norma corresponent es determini un termini diferent. L'administració ha de donar 10 dies perquè el sol·licitant pugui esmenar els requisits que se li demanin.

## Instrucció

### Al·legacions
Segons l'article 76 de la Llei 39/2015, d'1 d'octubre, les al·legacions (són dades de fet o de dret que aporten les persones interessades) poden ser adduïdes o presentades en qualsevol moment anterior al tràmit d'audiència. Tant les al·legacions com els documents o els altres elements de judici que aportin les persones interessades han de ser tinguts en compte per l'òrgan competent en redactar la proposta de resolució corresponent.

### Prova
D'acord amb els articles 77 i 78 de la Llei 39/2015, d'1 d'octubre, la prova és aquella activitat que es desenvolupa durant el procediment per acreditar la realitat dels fets i la vigència i existència de les normes aplicables, sempre que suposin pressupòsits ineludibles de la resolució ha dictar. Les proves es poden aportar per qualsevol dels mitjans de prova admesos en dret.
- Si la prova l'aporta l'administració és perquè afirma que no són certes les al·legacions presentades per la part interessada, o perquè la naturalesa del procediment així ho exigeix.
- Si la prova l'aporta l'interessat, l'administració pot, de forma motivada, rebutjar-les si són clarament improcedents o innecessàries. Si es decideix practicar prova, l'instructor ha de donar un termini, que no pot ser inferior a 10 dies ni superior a 30 dies, comunicant-ho a les persones interessades amb l'antelació suficient, i indicant data i hora de la realització. En els casos en què, a petició de la persona interessada, calgui efectuar proves la realització de les quals comporti despeses que no hagi de suportar l'Administració, aquesta en pot exigir l'avançament, a reserva de la liquidació definitiva un cop realitzada la prova. La liquidació de les despeses s'ha de dur a terme adjuntant els comprovants que n'acreditin la realitat i quantia.

### Informes
Els informes tenen una naturalesa mixta, en funció del seu objectiu:
- Es poden adreçar a comprovar la veracitat de les dades.
- Poden introduir noves dades.

Els informes, tan sols els sol·licita l'administració i poden ser de dos tipus:
- Preceptius o facultatius, segons l'obligatorietat que tingui l'administració de fer-los.
- Vinculants o no Vinculants, segons el grau de subjecció a què sotmetin a l'administració.

Per norma general, els informes són facultatius i no vinculants. En aquest sentit, és important recordar el que diu l'article 35 de la Llei 39/2015, d'1 d'octubre. D'acord amb aquest precepte, s'han de motivar, entre d'altres, aquells actes administratius que se separen del criteri seguit en actuacions precedents o del dictamen d'òrgans consultius. Els articles 80 i 81 regulen la sol·licitud i l'emissió d'informes, els terminis en què s'han d'emetre i la resta de requisits que han de complir aquests documents, així com les responsabilitats en què poden incórrer els òrgans que els hagin d'emetre.

## Participació dels interessats

### Tràmit d'audiència
El tràmit d'audiència és un tràmit expressió del principi segons el qual ningú pot ser condemnat sense que se l'hagi escoltat. El seu marc legal parteix de l'article 105 de la Constitució Espanyola, que determina que la llei ha de regular el procediment a través del qual s'han de fer els actes administratius, amb garantia i quan sigui procedent, de l'audiència de l'interessat.
Aquest tràmit, que en realitat és el darrer, ja que es fa just abans de la proposta de resolució, es desdobla en dos:
- Vista de l'expedient: examen dels documents que integren l'expedient.
- Presentació ulterior de les al·legacions, documents o justificacions que s'estimin pertinents.

Els principis relatius a aquesta audiència, recollits en els articles 82 (tràmit d'audiència) i 83 (informació pública) de la Llei 39/2015, d'1 d'octubre.

## Finalització
En funció del que marquen els diferents articles 84 a 95 de la Llei 39/2015, d'1 d'octubre, la terminació d'un procediment administratiu té les següents característiques:
- La resolució ha de ser congruent i, per tant, ha de resoldre sobre el que tracta.
- No pot agreujar la situació de l'interessat (principi de reformatio in peius)
- Ha d'estar motivada. Cal tenir en compte, a nivell català, la singularitat de la convivència de la llei catalana 13/1989 i l'estatl 30/1992 que regulen Activitat de les administracions públiques
- L'obligatorietat d'indicar els possibles recursos, així com els terminis per fer-lo i l'òrgan on adreçar-lo.

### Procediments anormals
- Desistiment: L'interessat desistima la seva sol·licitud, pel que pot tornar a fer-ne una de nova.
- Renúncia: L'interessat renuncia al dret en què s'empara en aquest procediment i, per tant, també renúncia a tornar a presentar qualsevol sol·licitud.
- Caducitat: Es produeix en els procediments a petició de l'interessat, els quals queden aturats per la inactivitat d'aquest, moment en el qual l'administració l'avisa que té tres mesos arranjar el problema o procedirà a la caducitat de la sol·licitud.

## Jurisdicció contenciosa administrativa
Aquesta jurisdicció està integrada per un conjunt d'òrgans judicials, emmarcats en el poder judicial que coneixen els recursos que els interessats interposen davant la presumpta activitat il·lícita de l'administració pública. El recurs contenciós administratiu s'interposa contra actes administratius expresos o presumptes.